# Smaïn
Smaïn Faïrouze, simplement dit Smaïn, est un acteur et humoriste français, né le 3 janvier 1958 à Constantine (Algérie).

## Biographie

### Enfance
Né en 1958 à Constantine, en Algérie, de père et de mère inconnus, Smaïn Fairouze est recueilli au pavillon des enfants assistés de l'hôpital civil. En 1960, ramené en France par une assistante administrative, il rejoint sa famille d'accueil. Son père adoptif, balayeur à la Régie immobilière de la ville de Paris, est kabyle et sa mère adoptive, femme de ménage, est marocaine. Il suit sa scolarité à l’école Notre-Dame de Saint-Mandé puis au lycée Saint-Michel de St Mandé. Au cours de son enfance, il pratique le chant choral durant de nombreuses années.
Smaïn, pour percer dans le monde du « show-business », doit compter sans limites sur l'appui de ses parents adoptifs : « D'origine modeste, ils regardaient avec méfiance le monde des artistes. Ils me répétaient sans cesse qu'il y a beaucoup d'appelés et peu d'élus… Mais mon désir a vite eu raison de leurs conseils ! Malheureusement ils sont morts trop tôt pour pouvoir profiter de ma réussite. Mais j'espère qu'ils en auraient été fiers ! ».

### Carrière professionnelle
Smaïn débute par une longue carrière de café-théâtre dans les années 1980 en se produisant dans de petits cabarets parisiens. Plus tard, il fait la connaissance de Philippe Bouvard qui lui offre une place dans son Théâtre de Bouvard. C'est là qu'il élargit son cercle amical en rencontrant Didier Bourdon, Bernard Campan, Pascal Légitimus et Seymour Brussel. Il monte avec ces quatre compagnons un petit groupe humoristique, Les Cinq, qui tourne pendant quelques années.
Smaïn finit par choisir le spectacle solo. Peu à peu, avec la complicité de son pianiste Alain Bernard, il rencontre le succès et enchaîne les spectacles au fil des années : A star is beur en 1986 diffusé le 18 août 1990 (version filmée au Festival international de la performance d'acteurs de juin 1987) sur La Cinq, T'en veux ? en 1989, et Comme ça se prononce en 1996, spectacle pour lequel il obtient le Molière du meilleur one-man-show, une Victoire de la musique ainsi qu'un grand prix Sacem. En même temps, Smaïn se voit offrir de plus en plus de rôles au cinéma, notamment dans L'Œil au beur(re) noir, film qui reçoit le César du meilleur premier film en 1988.
Il participe également à plusieurs spectacles des Enfoirés en 1992, 1993, 1995, 1997 et 1998.
En 2008, il enregistre avec l'Orchestre de la Suisse romande, Le Carnaval des animaux de Camille Saint-Saëns, dont il a écrit le livret. Suivront une collaboration avec l'orchestre de Pau Pays de Béarn qui lui commande plusieurs contes musicaux pour orchestre, Rayane et le Maestro, Le Disparu de la page 41 et dernièrement[Quand ?] Le Fabuleux Périple du pupitre voyageur.
En 2009, il fait partie du jury de l'émission La France a un incroyable talent, lors de la quatrième saison, en remplacement de Patrick Dupond, et collabore avec Michel Legrand sur la réalisation de son album Délit de fa dièse.
En 2012, Smaïn remonte sur les planches du Théâtre Rive Gauche dans la pièce Réactions en chaîne, qu'il joue de janvier à mars[réf. nécessaire].
À partir du mois d'octobre 2014, il participe à la tournée des Éternels du Rire, qui se produit dans toute la France.
En 2014, il participe à un clip de soutien au chef de l'État algérien Abdelaziz Bouteflika dans le cadre de la campagne présidentielle,,. Comme d'autres artistes, il indique ensuite que cette récupération a été faite à son insu, et qu'il s'agissait initialement seulement d'un morceau rendant hommage à l'Algérie.
En 2019, il participe à la première saison de l'émission Mask Singer, sous le costume du monstre et il est éliminé lors de la troisième émission et termine neuvième.
En 2018, en 2019 et en 2025, il est le parrain du festival Luzygomatique dans la ville de Luzy, dans la Nièvre.

## Distinctions
- Officier de l'ordre national du Mérite (2024)

## Filmographie

### Acteur

#### Cinéma
- 1982 : Te marre pas… c'est pour rire ! de Jacques Besnard : Un ouvrier
- 1982 : Le Grand Frère de Francis Girod : Abdel
- 1984 : La Smala de Jean-Loup Hubert : un jeune maghrébin
- 1984 : Femmes de personne  de Christopher Frank : un assistant-radiologue
- 1985 : Le téléphone sonne toujours deux fois de Jean-Pierre Vergne : Momo
- 1986 : Les Frères Pétard d'Hervé Palud : un passeur de drogue
- 1986 : Le bonheur a encore frappé de Jean-Luc Trotignon : le député
- 1987 : Flag de Jacques Santi : Abdel
- 1987 : L'Œil au beur(re) noir de Serge Meynard : Rachid
- 1989 : J'aurais jamais dû croiser son regard de Jean-Marc Longval : Bambi
- 1990 : On peut toujours rêver de et avec Pierre Richard : Rachid Merzahoui
- 1992 : Siméon d'Euzhan Palcy
- 1994 : Parano, film à sketches : Jimmy
- 1995 : Tom est tout seul de Fabien Onteniente : le musicien de rue (caméo)
- 1995 : Trois Vies et une seule mort de Raoul Ruiz : Luca
- 1996 : Les Deux Papas et la Maman de Jean-Marc Longval : Salim
- 1998 : Charité biz'ness de Thierry Barthes : Sam
- 1998 : Bingo ! de Maurice Ilouz : Vincent
- 1999 : Recto/Verso de Jean-Marc Longval (avec Michel Muller) : Fred
- 1999 : Le Schpountz de Gérard Oury : Irénée
- 2000 : Old School de Karim Abbou : M. Fonblard
- 2003 : Rien que du bonheur de Denis Parent : lui-même
- 2003 : Les Clefs de bagnole de Laurent Baffie : un comédien qui refuse de tourner avec Laurent
- 2012 : Pauvre Richard de Malik Chibane : Farid
- 2013 : Un p'tit gars de Ménilmontant d'Alain Minier : Maklouf
- 2014 : Le Sac de farine de Kadija Leclere (ar) : Le père de Sarah
- 2014 : Certifiée halal de Mahmoud Zemmouri : Aziz
- 2015 : Les Portes du soleil de Jean-Marc Minéo : Slimane
- 2022 : Placés de Nessim Chikhaoui : le père d'Élias
- 2022 : Le Médecin imaginaire d'Ahmed Hamidi : Inspecteur Bachir
- 2023 : Le Petit Blond de la Casbah d'Alexandre Arcady : M. Farès

#### Court métrage
- 2016 : Black Day de Pascal Lastrajoli : Luc
- 2019 : Tu iras au paradis de Rost et Thomas Keumurian : Nabil

#### Télévision
- 1983 : Dorothée : Le Show
- 2001 : Commissariat Bastille de Gilles Béhat : Capitaine Mo Toumani
  - Le Blouson rouge (2001)
  - Feux croisés (2001)
- 2002 : Commissariat Bastille de Jean-Marc Seban
  - Le Plus Bel Âge (2002)
  - Compte à rebours (2002)
  - Permis de chasse (2002)
  - Coulé dans le béton (2002)
- 2005 : Un prof en cuisine de Christiane Lehérissey : Adam Touami
- 2006 : Pour l'amour de Dieu de Zakia Tahri-Bouchaâla : le père de Kevin
- 2006 : Harkis d'Alain Tasma : Saïd
- 2010 : Garçon manqué (téléfilm pour France 2) de David Delrieux : Amrani
- 2011 : Camping Paradis  (série télévisée - saison 2, épisode 5 Un fantôme au Paradis) : Christian Dissaut
- 2014-2015 : Frères d'armes, série télévisée historique de Rachid Bouchareb et Pascal Blanchard : présentation de Saiaeng Wahena
- 2016 : À votre service (série télévisée - saison 3) de Florian Hessique : l'huissier
- 2020 : Sam  (série télévisée - saison 4, épisode 4) : M. Al Chamari

### Réalisateur
- 1994 : À quoi ça rime (court métrage)
- 1996 : Les Deux Papas et la Maman (coréalisé avec Jean-Marc Longval)

### Doublage
- 1981 : Le Mystère de la troisième planète : Professeur Newton
- 2007 : Franky Snow (série animée) : Franky Snow

### Récitant
- 2004 : Pierre et le Loup de Sergueï Prokofiev, direction d'orchestre Fayçal Karoui
- 2008 : L'Histoire du petit tailleur de Tibor Harsányi et Le Carnaval des animaux de Camille Saint-Saëns, direction d'orchestre Yannis Pouspourikas, pianistes Caroline Sageman et Lidija Bizjak (Lyrinx)
- 2014 : Pierre et le Loup de Prokofiev et Le Carnaval des animaux de Camille Saint-Saëns, direction d'orchestre Raphaël Brunon au Théâtre du Puy-en-Velay (Haute-Loire)

## Théâtre

### One man show
- 1986 : A star is beur
- 1988 : Prise de tête
- 1989 : T'en veux ?
- 1992 : Zizi Rider
- 1996 : Comme ça se prononce
- 1998 : En attendant le soleil
- 2004 : Rebelote
- 2013 : Mon dernier… avant le prochain
- 2024 : Smaïn

### Comédien
- 1985 : Tous aux abris de J.-J. Burat, mise en scène Philippe Ogouz, Théâtre Saint Martin
- 1994 : Les Fourberies de Scapin de Molière, mise en scène Jean-Luc Moreau, Théâtre du Gymnase
- 1995 : Les Fourberies de Scapin de Molière, mise en scène Jean-Luc Moreau, tournée
- 2011 : Réactions en chaîne de Smaïn et Jean-Marc Longval, mise en scène Pascal Légitimus, tournée
- 2012 : Réactions en chaîne de Smaïn et Jean-Marc Longval, mise en scène Marion Sarraut, Théâtre Rive Gauche
- 2013 : La Ménagère improvisée de Smaïn, Éric Carrière et Jean-Marc Longval, mise en scène Gil Galliot, Théâtre L'Archipel

### Metteur en scène
- 2001 : On s'était dit rendez-vous dans 10 ans, pièce de Vincent Azé, Théâtre Rive Gauche
- 2003 : Sandrine Alexi : Prise de têtes, Comédie-Caumartin
- 2007 : Les Glandeurs nature, Théâtre du Gymnase Marie-Bell
- 2018 : Borderline de Jeff Freza, Théâtre du Marais[14]

## Émissions de télévision
- 1989 : La Fête de la musique (TF1) : animateur avec Nagui
- 2001 : Élection de Miss France 2002 (TF1) : juré
- 2002 : Qui veut gagner des millions ? (TF1) : candidat en duo avec Évelyne Dhéliat
- 2003 : Nice People (TF1) : invité
- 2004 : Zone rouge (TF1) : candidat
- 2009 : La France a un incroyable talent (M6) : juré (saison 4)
- 2019 : Mask Singer (TF1) : candidat (saison 1)

## Publications
- Smaïn, Sur la vie de ma mère, Neuilly-sur-Seine, Éditions Flammarion, 1992, 193 p. (ISBN 978-2-0806-6323-8).
- Smaïn, Je reviens me chercher, Neuilly-sur-Seine, Éditions Michel Lafon, 2011, 325 p. (ISBN 978-2-7499-1434-3).